# Gajdarbek Abdulajevics Gajdarbekov
Gajdarbek Abdulajevics Gajdarbekov (oroszul: Гайдарбек Абдулаевич Гайдарбеков; Kaszpijszk, Dagesztán, Oroszországi SZSZSZK; 1976. október 6.) olimpiai bajnok orosz ökölvívó.

## Eredményei
- 1994-ben ezüstérmes a junior világbajnokságon légsúlyban.
- 1998-ban ezüstérmes a Jóakarat Játékokon  nagyváltósúlyban.
- 2000-ben olimpiai ezüstérmes középsúlyban. Az elődöntőben Erdei Zsoltot győzte le, a döntőben a kubai Jorge Gutiérreztől kapott ki szoros pontozással (17-15).
- 2001-ben megnyerte a Jóakarat Játékokat középsúlyban.
- 2004-ben Európa-bajnok középsúlyban.
- 2004-ben olimpiai bajnok középsúlyban. A döntőben a kazah Gennagyij Golovkint győzte le.